# Andrew James Johnson
Andrew James Johnson, detto Andy (Bristol, 2 maggio 1974), è un ex calciatore gallese, fino al 1998 inglese, di ruolo centrocampista.

## Carriera

### Club
Iniziò nel Norwich City, dove però non riuscì a esprimere al meglio le proprie potenzialità, pertanto nel 1997 venne ceduto al Nottingham Forest.
Dopo più di un centinaio di presenze nel Forest, in scadenza di contratto, al termine della stagione passò al West Bromwich Albion: qui guadagnò il secondo posto utile per la promozione in Premiership.
Andy Johnson ha raggiunto la sua centesima presenza nella Lega durante la stagione 2003-2004; ha disputato anche numerosi incontri con la nazionale che ha scelto, il Galles, ma senza ancora segnare gol nelle competizioni internazionali.
Da quando, nell'estate del 2006, è passato al Leicester City, è stato aspramente criticato per le sue prestazioni dalla tifoseria, in particolare nella sconfitta in trasferta per 2-1 subita dallo Sheffield Wednesday.

## Statistiche

### Cronologia presenze e reti in nazionale
| Cronologia completa delle presenze e delle reti in nazionale ― Galles | Cronologia completa delle presenze e delle reti in nazionale ― Galles | Cronologia completa delle presenze e delle reti in nazionale ― Galles | Cronologia completa delle presenze e delle reti in nazionale ― Galles | Cronologia completa delle presenze e delle reti in nazionale ― Galles | Cronologia completa delle presenze e delle reti in nazionale ― Galles | Cronologia completa delle presenze e delle reti in nazionale ― Galles | Cronologia completa delle presenze e delle reti in nazionale ― Galles |
| Data                                                                  | Città                                                                 | In casa                                                               | Risultato                                                             | Ospiti                                                                | Competizione                                                          | Reti                                                                  | Note                                                                  |
| --------------------------------------------------------------------- | --------------------------------------------------------------------- | --------------------------------------------------------------------- | --------------------------------------------------------------------- | --------------------------------------------------------------------- | --------------------------------------------------------------------- | --------------------------------------------------------------------- | --------------------------------------------------------------------- |
| 5-9-1998                                                              | Liverpool                                                             | Galles                                                                | 0 – 2                                                                 | Italia                                                                | Qual. Euro 2000                                                       | -                                                                     |                                                                       |
| 10-10-1998                                                            | Copenaghen                                                            | Danimarca                                                             | 1 – 2                                                                 | Galles                                                                | Qual. Euro 2000                                                       | -                                                                     | 62’                                                                   |
| 14-10-1998                                                            | Cardiff                                                               | Galles                                                                | 3 – 2                                                                 | Bielorussia                                                           | Qual. Euro 2000                                                       | -                                                                     |                                                                       |
| 31-3-1999                                                             | Zurigo                                                                | Svizzera                                                              | 2 – 0                                                                 | Galles                                                                | Qual. Euro 2000                                                       | -                                                                     |                                                                       |
| 29-3-2000                                                             | Wrexham                                                               | Galles                                                                | 1 – 2                                                                 | Finlandia                                                             | Amichevole                                                            | -                                                                     | 79’                                                                   |
| 23-5-2000                                                             | Cardiff                                                               | Galles                                                                | 0 – 3                                                                 | Brasile                                                               | Amichevole                                                            | -                                                                     | 75’                                                                   |
| 2-6-2000                                                              | Chaves                                                                | Portogallo                                                            | 3 – 0                                                                 | Galles                                                                | Amichevole                                                            | -                                                                     | 31’                                                                   |
| 21-8-2002                                                             | Varaždin                                                              | Croazia                                                               | 1 – 1                                                                 | Galles                                                                | Amichevole                                                            | -                                                                     |                                                                       |
| 7-9-2002                                                              | Helsinki                                                              | Finlandia                                                             | 0 – 2                                                                 | Galles                                                                | Qual. Euro 2004                                                       | -                                                                     | 61’ 63’                                                               |
| 26-5-2003                                                             | San Jose                                                              | Stati Uniti                                                           | 2 – 0                                                                 | Galles                                                                | Amichevole                                                            | -                                                                     |                                                                       |
| 6-9-2003                                                              | Milano                                                                | Italia                                                                | 4 – 0                                                                 | Galles                                                                | Qual. Euro 2004                                                       | -                                                                     | 78’                                                                   |
| 10-9-2003                                                             | Cardiff                                                               | Galles                                                                | 1 – 1                                                                 | Finlandia                                                             | Qual. Euro 2004                                                       | -                                                                     | 72’                                                                   |
| 15-11-2003                                                            | Mosca                                                                 | Russia                                                                | 0 – 0                                                                 | Galles                                                                | Qual. Euro 2004                                                       | -                                                                     |                                                                       |
| 19-11-2003                                                            | Cardiff                                                               | Galles                                                                | 0 – 1                                                                 | Russia                                                                | Qual. Euro 2004                                                       | -                                                                     | 62’                                                                   |
| 18-8-2004                                                             | Riga                                                                  | Lettonia                                                              | 0 – 2                                                                 | Galles                                                                | Amichevole                                                            | -                                                                     | 46’                                                                   |
| Totale                                                                |                                                                       | Presenze                                                              | 15                                                                    |                                                                       | Reti                                                                  | 0                                                                     |                                                                       |

## Palmarès

### Club

#### Competizioni nazionali
- Football League Championship: 1

Nottingham Forest: 1997-1998